# 環境保全学科
環境保全学科 (かんきょうほぜんがっか) は環境保全について学ぶ学科。環境問題のリンク先にあるとおり環境保護に類似する言葉として「環境保全」とされているようであるが、自然環境など環境という分野は分野自体幅広く、日本では学科は主に大学では理系分野の学部などに設置されている。

## 概要
現在は東海大学に環境保全学科が存在し、北海道環境福祉専門学校の環境保全学科（2年制）では、主に自然環境保全やガーデンデザインなどといった領域を教育している。
その他、環境学園専門学校、伝統文化と環境福祉の専門学校に自然環境保全学科があり、東京環境工科専門学校 でも1999年に建築エコロジー科を自然環境保全学科に科名変更した。
かつて農学部に「環境保全学科」は、国立大学の東京大学と愛媛大学、島根大学に存在していた。そのうち島根大学農学部にあった環境保全学科出身者は、所定の実務年数を経て造園施工管理技士の受験資格を得ることができる（番号は9）。島根大では学部はその後、旧農学部と旧理学部の生物学科が合体した生物資源科学部で生態環境科学科などに再編されたのち、島根大学総合理工学部 総合理工学科 自然環境・住環境分野へと改組、環境保全科学⼈材養成履修モデルを用意している。
愛媛大学農学部生物資源学科や佐賀大学農学部生物環境科学科については現在、生物環境保全学コースがあり、大阪公立大学工学部（旧大阪府立大学工学部、2012年から工学域）に機械工学系の環境保全学研究室、さらに同大学農学部の緑地環境科学科に緑地保全学研究グループがある。緑地保全学研究室は他に北里大学獣医学部生物環境科学科植物生態学系から変更したグリーン環境創成科学科や南九州大学環境園芸学部環境園芸学科や九州大学芸術工学部にある。
東京農業大学地域環境科学部造園科学科に、自然環境保全学研究室が、琉球大学 農学部 に 土地環境保全学研究室が、日本大学生物資源科学部に地域環境保全学研究室が、京都先端科学大学のバイオ環境学部生物環境科学科生態学分野に保全生態学研究室がある。
岩手大学農学部は農学生命課程に、農畜産環境保全学分野があったが、動物科学・水産科学科、動物科学コースに改組。
長崎大学は1997年開設の環境科学部環境科学科に、環境保全設計コースがある。
大学院では、かつて北海道大学大学院環境科学研究科に環境保全学専攻があったが現在では東京農工大学大学院には自然環境保全学部門自然環境保全学専攻（修士課程）があるほか、高知大学、香川大学、愛媛大学の大学院連合農学研究科（後期3年博士課程）は生物環境保全学と生物環境保全学専門教育コースの、琉球大学、佐賀大学、鹿児島大学の大学院連合農学研究科に生物環境保全科学専攻があり、東京海洋大学 大学院 海洋科学技術研究科 に海洋環境保全学専攻がある。